# Chapter 1: Love, Pain & Forgiveness
Chapter 1: Love, Pain & Forgiveness è il secondo album della cantante R&B statunitense Syleena Johnson, pubblicato nel 2001 da Jive Records.
| Recensione | Giudizio |
| ---------- | -------- |
| AllMusic   | [ 1 ]    |

## Tracce
1. The Beginning (Intro) – 0:45 – Bob Power
2. I Am Your Woman – 4:27 – R. Kelly
3. You Said (featuring Liberty City) – 4:10 – Power
4. Baby I'm So Confused – 4:49 – Larry "Rock" Campbell, Timmy Allen
5. Meanwhile... (Interlude) – 0:44 – Power
6. Everybody Wants Something – 4:38 – Power
7. You Got Me Spinnin' – 4:26 – JK, David Flemming
8. Hit On Me – 4:26 – Power
9. And Then... (Interlude) – 1:08 – Power
10. He's Gonna Do You In (featuring Buddy Guy) – 4:35 – Power
11. You Ain't Right – 4:43 – Power
12. Ain't No Love – 4:48 – Power
13. One Day – 4:59 – Power
14. I'd Rather Be Wrong – 4:41 – Power
15. All Of Me – 3:46 – Power
16. The End (Outro) – 1:03 – Power

## Classifiche settimanali
| Classifica (2001)         | Posizione massima |
| ------------------------- | ----------------- |
| Stati Uniti               | 101               |
| US Heatseekers Albums     | 1                 |
| US Top R&B/Hip-Hop Albums | 16                |